# Henry Gordon Clappison
Henry Gordon Clappison, kanadski letalski častnik, vojaški pilot in letalski as, * 1. oktober 1898, Hamilton, Ontario, † 15. maj 1977, Toronto, Ontario.
Stotnik Clappison je v svoji vojaški službi dosegel 6 zračnih zmag.

## Življenjepis
Med prvo svetovno vojno je bil sprva pripadnik Kraljeve pomorske zračne službe (4. pomorska eskadrilja), nato pa je bil premeščen v Kraljevi letalski korpus (204. eskadrilja).

## Odlikovanja
- Croix de Guerre